# Moses ben Jacob di Coucy
Moses ben Jacob di Coucy, noto anche come Moses Mikkotsi (in ebraico משה בן יעקב מקוצי‎?, latino: Moses Kotsensis; Coucy-le-Château-Auffrique, XIII secolo – ...), è stato un rabbino francese tosafista, rinomata autorità della Halakhah (Legge ebraica), autore di uno dei primi codici halakhici, intitolato Sefer Mitzvot Gadol.

## Biografia
Mosè di Coucy visse durante la prima metà del XIII secolo, e come suggerisce il suo nome, nacque e operò a Coucy nella Francia settentrionale. Discendente da una nota famiglia di studiosi e talmudisti, studiò presso Judah ben Samuel di Regensburg (Yehudah HeHasid).
Nel 1240 fu uno di quattro rabbini scelti per difendere pubblicamente il Talmud, in una disputa a Parigi alla corte del re di Francia, Luigi IX. Si pensa che l'origine della sua opera, Sefer Mitzvot Gadol, sia dovuta agli attacchi contro il Talmud e al rogo dei manoscritti talmudici del 1242.

## Opere
Il Sefer Mitzvot Gadol (ebraico: ספר מצוות גדול; Grande Libro dei Comandamenti; abbreviato con סמ"ג "SeMaG" ) esamina i 365 comandamenti (mitzvot) negativi e i 248 comandamenti positivi, discutendo ognuno separatamente secondo il Talmud e le decisioni dei rabbini. Il "SeMaG" contiene anche molti insegnamenti non giuridici e moralistici. I riferimenti al "SeMaG" vengono dati per sezione (comandamenti positivi o negativi) e numero di ciascun comandamento entro la rispettiva sezione.
La struttura e presentazione dell'opera sono fortemente influenzati dalla discussione dei comandamenti fatta da Maimonide nel Sefer haMitzvot e nella sua codificazione della Halakhah nella Mishneh Torah. Tuttavia, a differenza di Maimonide, Rabbi Mosè presenta lunghe discussioni delle diverse interpretazioni e pareri legali. Fa inoltre ampio uso di altri codici e in particolare dei commentari di Rashi e delle Tosafot, di solito favorendo queste tradizioni aschenazite piuttosto che quelle di Maimonide.
Il "SeMag" viene a sua volta citato e riferito da altri commentari tradizionali, tra cui il Tosefe SeMaG di Elijah Mizrachi (detto il "Re'em") e Ammude Shlomo di Solomon Luria (il "Maharshal"). Mitzvot Gadol è un commentario recente del rabbino del XX secolo Avraham Aharon Price.
Il Sefer Mitzvot Katan (abbreviato "SeMaK") di Isaac ben Joseph di Corbeil è un compendio del SeMaG e include materiale aggadico/etico.